# Neum

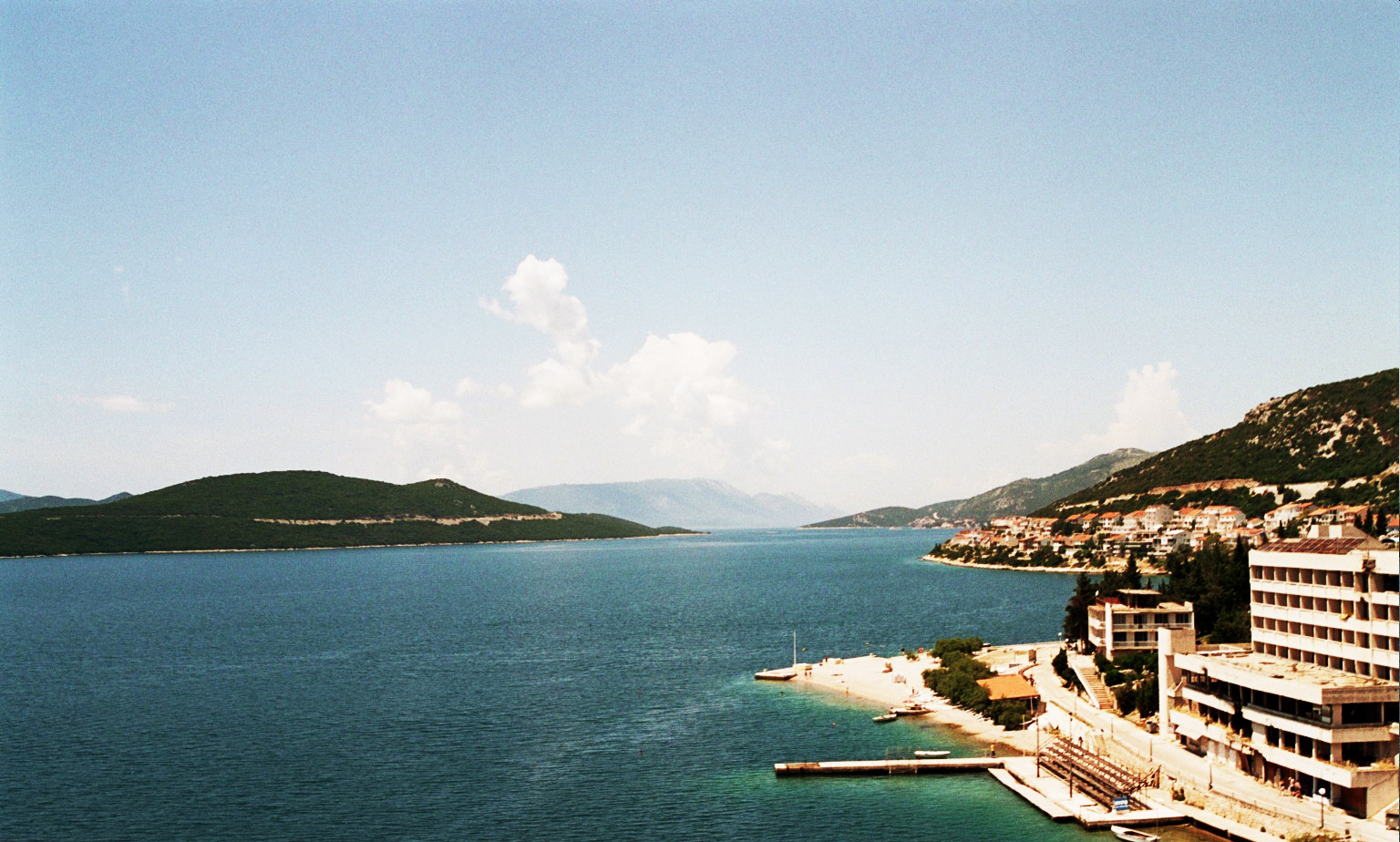
Pobřeží Jaderského moře u města Neum

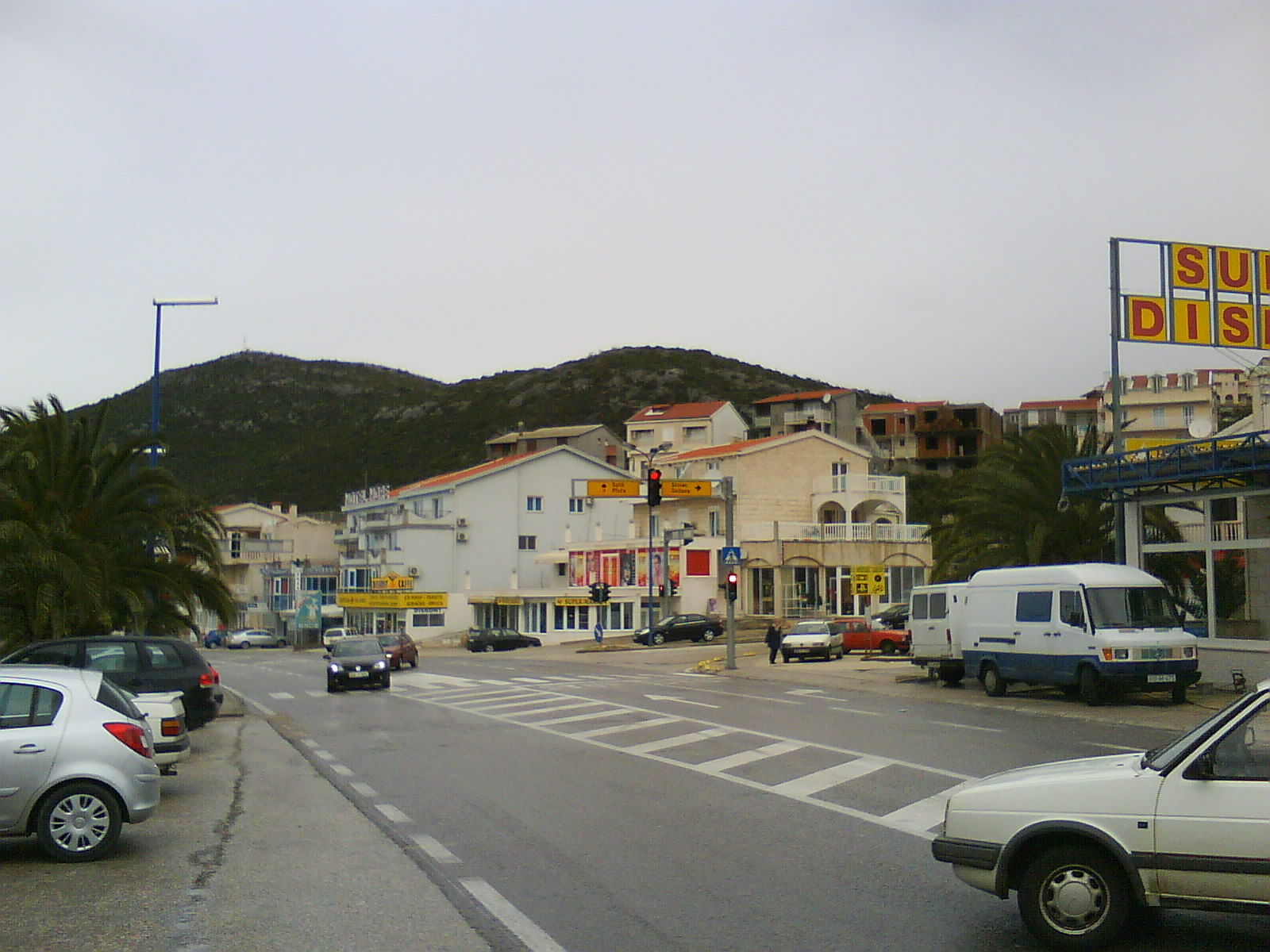
Hlavní křižovatka v Neumu

Neum je město v Bosně a Hercegovině ležící na pobřeží Jaderského moře. Je to jediný bosenskohercegovský mořský přístav, v úzkém koridoru obklopeném z obou stran územím Chorvatska. Žije zde kolem 3 tisíc obyvatel vesměs chorvatské národnosti, ostatní etnika zde tvoří pouze zanedbatelnou menšinu. 

## Historie
Strategický význam Neumu se datuje od Karlovického míru roku 1699, kdy byla tato dosavadní součást Dubrovníku přidělena Osmanské říši, aby bylo zajištěno, že právě Dubrovník nebude hraničit s Benátskou republikou. Tato čistě formální motivace je také důvodem, že jako přístup k moři Neumský koridor nebyl (a není) nijak výhodný, pobřeží je zde strmé a z vnitrozemí těžko přístupné. 
Jeho existence nicméně přetrvala i poté, co Bosnu a Hercegovinu ovládlo Rakousko-Uhersko, kterému patřilo Dalmatské království, jehož pobřeží bylo Neumským koridorem přerušeno. I v první dekádě existence Jugoslávie byl Neumský koridor na úrovni vyšších správních celků zachován, teprve radikální správní reforma roku 1929 ho zrušila, když byly Neum a pobřeží směrem na západ přičleněny k Přímořské bánovině, zatímco území směrem na východ k Zetské bánovině.
V září 1932 byla otevřena první škola na území opčiny Neum. Nenacházela se však ve městě samotném, ale v poměrně vzdálené vesnici Hutovo. 
Nespokojenost s královským jugoslávským režimem v 30. letech rostla postupně i v Neumu. Ve volbách do jugoslávské skupštiny v roce 1938 město zvolilo Chorvatskou selskou stranu. Roku 1939 se celá oblast stala součástí Chorvatské bánoviny.
V roce 1941 byl vyhlášen Nezávislý stát Chorvatsko, které řídili ustašovci. Neum byl administrativně přičleněn k župě Dubrava, v roce 1944 byl součástí župy Hum. Dále od moře, v oblasti obcí Hutovo a Gradac probíhaly ostré boje mezi partyzány a fašistickým vojskem. Střety probíhaly především o strategicky významný Vukov klenac.
Město se začalo rozvíjet po roce 1945 spolu s celým dalmatským pobřežím tehdejší Jugoslávie. Rozhodnutím komunistické vlády bylo znovu připojeno k Bosně a Hercegovině, podle historických hranic. Tato skutečnost však měla víceméně pouze administrativní význam, vzhledem k tomu, že hranice mezi jugoslávskými svazovými republikami nebyly běžně označovány a nečinily žádnou bariéru dopravě ani obchodu. 
V 80. letech se město nemile proslavilo kvůli aféře Neum a luxusním vilám tehdejších představitelů bosenské republiky. Od 60. let 20. století trpí oblasti okolo Neumu poklesem obyvatelstva v souvislosti s relativně nízkou úrovní rozvoje těchto oblastí. Většinu pracovních míst v samotném Neumu zajišťuje právě turistický průmysl.
Roku 1991 se Chorvatsko a Bosna a Hercegovina osamostatnily, přičemž jejich historické svazové hranice byly přes různé spory nakonec dodrženy včetně Neumského koridoru. Tím pro Chorvatsko vyvstal problém dubrovnické exklávy, oddělené od zbytku státu územím Bosny a Hercegoviny. Komplikace dopravy přes dva hraniční přechody byly natolik obtěžující, že se záhřebská vláda rozhodla vybudovat most přes Malostonský záliv na poloostrov Pelješac, aby tak obě části státu přímo spojila, a odpadla potřeba tranzitu přes Neum. Bosna a Hercegovina proti tomuto záměru opakovaně protestovala, nicméně 26. června 2022 byl Pelješacký most zprovozněn, čímž provoz přes Neum výrazně poklesl.

## Charakter města
Město je důležitým letoviskem a přístavem, nachází se zde několik velkých hotelů. Také za nákupy sem dojíždí mnoho lidí, především proto, že jsou zde nižší ceny a daně než v sousedním Chorvatsku. Celkem nabízí Neum okolo sedmi tisíc ubytovacích míst; má vlastní polikliniku, poštu a banky. Kromě práce ve službách se obyvatelstvo věnuje také pěstování oliv a vína.
Okolo města patří Bosně a Hercegovině ještě 21 km mořského pobřeží, z čehož značnou část tvoří dlouhý výběžek chránící Neumskou zátoku. 

## Doprava
Hlavní dopravní tah, který prochází městem, představuje Jadranská magistrála (v bosenském číslování M-2). Na obě strany od města podél pobřeží se nacházejí hraniční přechody s Chorvatskem (Neum 1/Klek a Neum 2/Zaton Doli). S vnitrozemím Bosny a Hercegoviny je Neum propojen prostřednictvím silnice M-17.3 přes obec Hutovo a město Stolac. Tato silnice byla přebudována v roce 2018; nahradila starší úzkou a klikatou silnici ze 70. let 20. století. Současná silnice umožňuje spojení pobřežního města s vnitrozemím Bosny a Hercegoviny bez nezbytnosti překročení hranice s Chorvatskem.
Neum nemá vlastní železniční spojení, nejblíže je chorvatská železnice Metković–Ploče (vedoucí ze Sarajeva). Nejbližší dálnice je dálnice A1 v blízkosti města Metković, resp. Međugorje, vzdálená několik desítek kilometrů severně.
Neum také nemá obchodní přístav, pro potřeby ekonomiky Bosny a Hercegoviny jsou využívány chorvatské přístavy v Metkovići (říční) a v Ploče, které mají i lepší spojení s bosenským vnitrozemím. Výstavba kapacitnějšího přístavu v Neumu byla v druhé dekádě 21. století zvažována,, k její realizaci však nedošlo.

## Školství
V současné době má Neum základní školu (Kardinala Stepinca) s vlastní střední školou.

## Obyvatelstvo
V roce 1991 žilo ve městě Neum 1993 lidí, z toho byli:
- Chorvati (87,6 %)
- Srbové (4,9 %)
- Bosňáci (4,7 %)

## Známé osobnosti
- Juraj Njavro, bývalý ministr a lékař
- Nikola Buconjić, spisovatel
- Pero Jurković, guvernér Chorvatské národní banky
- Pero Pavlović, bosenskochorvatský spisovatel
- Petar Vuletić, spisovatel a vzdělanec